# این استوارت
این سیمپسون استوارت (به انگلیسی: Iain Simpson Stewart) (متولد ۱۹۶۴ در ایست کیلبراید، اسکاتلند) زمین‌شناس اسکاتلندی، همکار؛ انجمن زمین‌شناسی لندن، رئیس (پرزیدنت) انجمن جغرافیایی سلطنتی اسکاتلند، و انجمن سلطنتی ادینبرو، است. او استاد علوم ارتباطات زمین در دانشگاه پلیموث و همچنین عضو هیئت علمی برنامهٔ بین‌المللی علوم زمین در یونسکو و فعال این سازمان است.
استوارت همچنین برنامه‌ساز و ارائه‌دهندهٔ شماری از برنامه‌های علمی برای شبکه‌های تلویزیونی بریتانیا (بی‌بی‌سی) است. برنامهٔ علمی زمین: توانمندی سیاره نامزد جایزهٔ آکادمی هنرهای سینمایی و تلویزیونی بریتانیا (بفتا) شده و از خود او نیز به عنوان ستارهٔ درخشان زمین‌شناسی یاد می‌شود

## مستندهای تلویزیونی
- Journeys from the Centre of the Earth (سفرهایی به قلب زمین)
- The Power Of The Planet Earth (Also: The Biography Of The Planet Earth) (نیروهای سیاره زمین)
- The Climate Wars (جنگ‌های آب و هوایی)
- Hot Planet (سیاره داغ)[۵]
- How Earth Made Us? (چگونه زمین ما را ساخت؟)
- Men Of Rock (مردانی از صخره‌ها)
- How To Grow A Planet (چگونه یک سیاره شکل می‌گیرد؟)
- Rise Of The Continent (پیدایش قاره‌ها)
- Planet Oil (سیاره نفت)؛ اشاره به اسنادی در بارهٔ نفت ایران و سقوط دولت مصدق[۶]
- جیمز کلارک ماکسول: مردی که جهان مدرن را ساخت. در بارهٔ فیزیک‌دان اسکاتلندی که برای اینشتاین یک قهرمان بود.[۷]

### عنوان انتشارهای عمده
- Sintubin, M. , Stewart, I.S. , Niemi, T. Altunel, E. (eds.) 2010. Ancient earthquakes. Geological Society of America Special Paper 471, 280p.
- Pascal, C, Vermeersen, B. , Stewart, I.S. (eds.) 2009. Neotectonics, seismicity and stress in glaciated regions Thematic issue of the Journal of the Geological Society. London.
- Stewart, I.S. and J. Lynch. 2008. Earth: the biography. Washington DC: National Geographic. شابک ‎۱−۴۲۶۲−۰۲۳۶−۹.
- Stewart, I.S. 2005. Journeys from the centre of the Earth: how geology shaped civilisation. London: Century/Random House. شابک ‎۱−۸۴۴۱۳−۸۱۳−۵
- Morner, N.A. , Stewart, I.S. , Trifonov, V.G. , Caputo, R. , Nikonov, A.A. , Kozhurin, A.I. ,& Kopp, M.L. (Eds.) 2004. Active Faults in the Eastern Hemisphere. Tectonophysics Special Issue volume 380, nos. 3–4.
- Dunne, W. , Stewart, I.S. & Turner, J.P. (Eds.) 2001. Brittle Microtectonics, Neotectonics and Archaeoseismicity. Journal of Structural Geology, special issue, vol. 13, No.2/3, 500pp.
- Stewart, I.S. , Sauber, J. & Rose, J. (Eds.) 2000. Ice Sheets, Crustal Deformation and Seismicity. Journal of Quaternary Science special issue, vol. 14/15.
- McGuire, W.J. , Griffiths, D. , Hancock, P.L. & Stewart, I.S. (Eds.) 2000. The Archaeology of Geological Catastrophes. Geological Society of London. Special Publication, 171, 413p. شابک ‎۹۷۸−۱−۸۶۲۳۹−۰۶۲−۱
- Stewart, I.S. and C. Vita-Finzi (eds.). 1999. Coastal Tectonics. Geological Society of London. Special Publication شابک ‎۱−۸۶۲۳۹−۰۲۴-X
- Stewart, Iain (22 March 2018). Plate Tectonics. illus. Ruth Palmer. London: Ladybird Books. ISBN 978-0-7181-8718-7.
- Stewart, I. , Hurth, V. & Sterling, S. (Eds) 2022. Re-purposing Universities for Sustainable Human Progress. Frontiers in Sustainability,[۸]